# Singapur Juniors 2010
Das Singapur Juniors 2010 fand als bedeutendstes internationales Nachwuchsturnier von Singapur im Badminton vom 13. bis zum 19. Dezember 2010 statt.

## Sieger und Platzierte
| Disziplin    | Gold                               | Silber                                | Bronze                                     |
| ------------ | ---------------------------------- | ------------------------------------- | ------------------------------------------ |
| Herreneinzel | Huang Chao                         | Prasojo Adi Andrianus                 | Tam Chun Hei                               |
| Herreneinzel | Huang Chao                         | Prasojo Adi Andrianus                 | Philip Joper Escueta                       |
| Dameneinzel  | Ratchanok Intanon                  | Chen Yen-Hua                          | Lin Ying-chun                              |
| Dameneinzel  | Ratchanok Intanon                  | Chen Yen-Hua                          | Li Bo                                      |
| Herrendoppel | Wannawat Ampunsuwan Tinn Isriyanet | Selvanus Geh Haswir Sahab             | Chou Yung-Chen Wan Chia-hsin               |
| Herrendoppel | Wannawat Ampunsuwan Tinn Isriyanet | Selvanus Geh Haswir Sahab             | Philip Joper Escueta Peter Gabriel Magnaye |
| Damendoppel  | Aris Budiharti Dian Fitriani       | Cheung Ngan Yi Virginia Yeung Yik Kei | Shuai Pei-ling Wu Ti-jung                  |
| Damendoppel  | Aris Budiharti Dian Fitriani       | Cheung Ngan Yi Virginia Yeung Yik Kei | Tri Ria Maya Mega Cahya Purnama            |